# Triple couronne de la randonnée
Pour les articles homonymes, voir Triple couronne.
La triple couronne de la randonnée (anglais : Triple Crown of Hiking) désigne les trois principaux chemins de randonnée longue distance des États-Unis :
- le Pacific Crest Trail, allant de la frontière mexicaine à la frontière canadienne, sur une longueur de 4 240 km au travers de la Sierra Nevada et de la chaîne des Cascades ;
- le sentier des Appalaches, long d'environ 3 510 kilomètres, entre le mont Springer, dans la forêt nationale de Chattahoochee-Oconee, en Géorgie et le mont Katahdin dans le parc d’État Baxter, dans le Maine ;
- le Continental Divide Trail, suivant sur environ 5 000 km, les crêtes montagneuses de la ligne de partage des eaux du Continental Divide le long des montagnes Rocheuses, de la frontière canadienne à la frontière mexicaine.

La longueur cumulée des sentiers est d'environ 12 750 km avec un dénivelé positif de 300 km. Vingt-deux états américains sont visités par le randonneur s'il parcourt l'ensemble du trajet.

## Triple Crowners
Les randonneurs ayant accompli de bout en bout chacun de ces trois sentiers reçoivent le titre de Triple Crowners. Ce titre est décerné depuis 1994 par l'American Long Distance Hiking Association – West (ALDHA–West). En novembre 2019, seuls 440 randonneurs étaient reconnus en tant que Triple Crowners.
Néanmoins, des randonneurs avaient déjà parcouru avec succès l'ensemble des trois sentiers. La première personne connue à avoir effectué la triple couronne est Eric Ryback. Ryback a commencé par le sentier des Appalaches en 1969 alors qu'il n'avait que 16 ans. Il a ensuite terminé le Pacific Crest Trail en 1970 et raconté l'année suivante son expérience dans son livre The High Adventure of Eric Ryback: Canada to Mexico on Foot. Enfin, Ryback a achevé le parcours du Continental Divide Trail en 1972 et narré celui-ci dans un second livre intitulé The Ultimate Journey.
En 2017, Christian Geiger, âgé de 9 ans, est devenu le plus jeune Triple Crowner. Accompagné de son beau-père Dion Pagonis, il a terminé successivement le sentier des Appalaches à l'âge de 5 ans (2013), puis le Pacific Crest Trail à 6 ans (2014), et enfin le Continental Divide Trail (2016-2017).

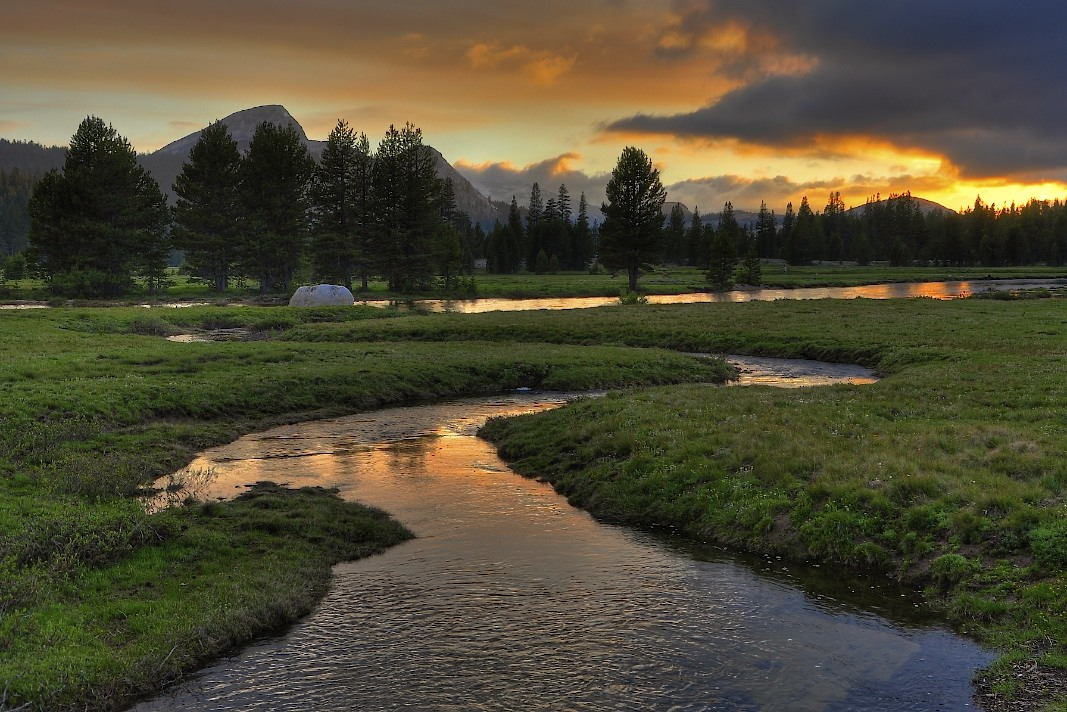
Tuolumne Meadows sur le Pacific Crest Trail
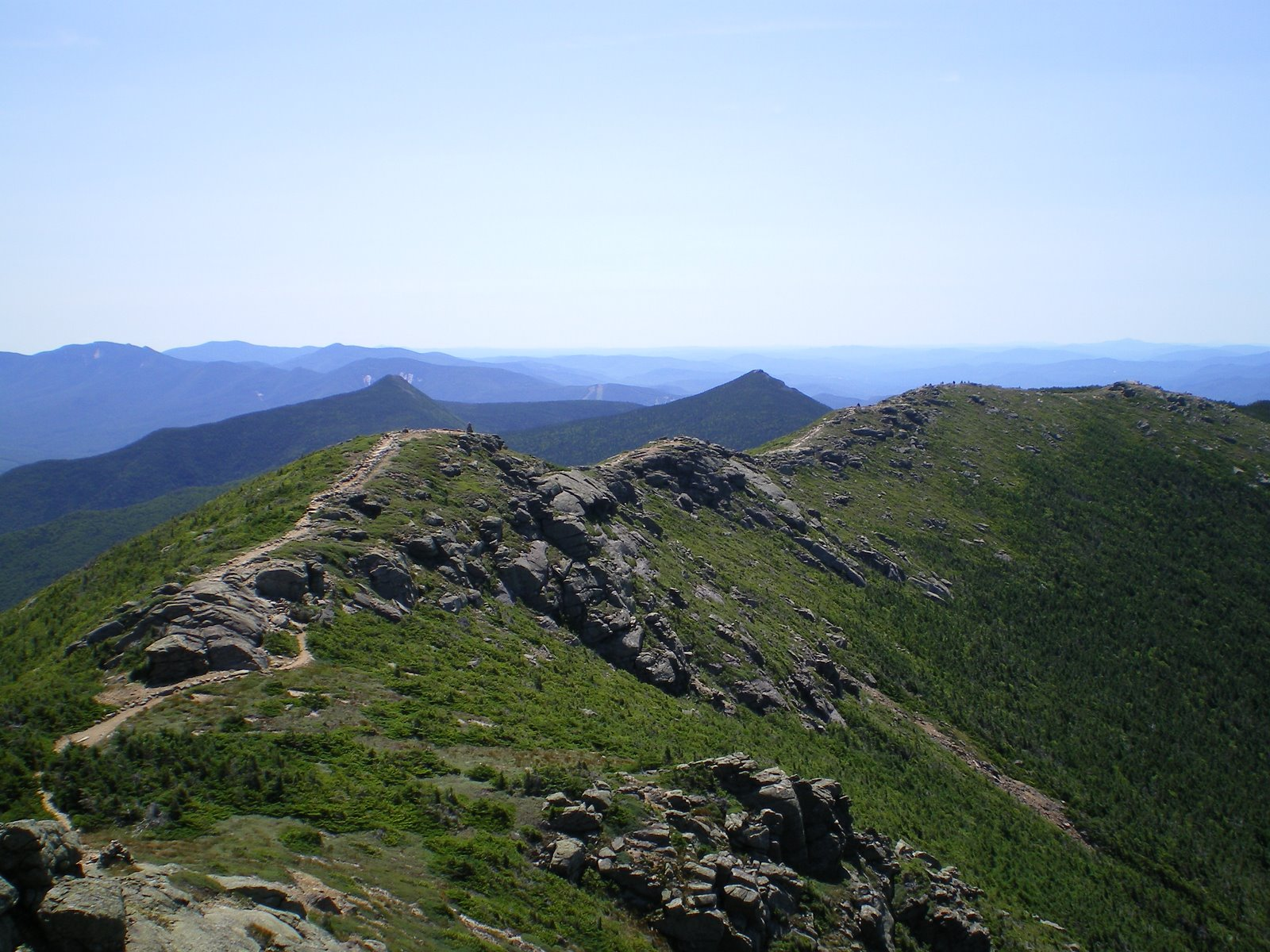
Franconia Ridge sur le sentier des Appalaches
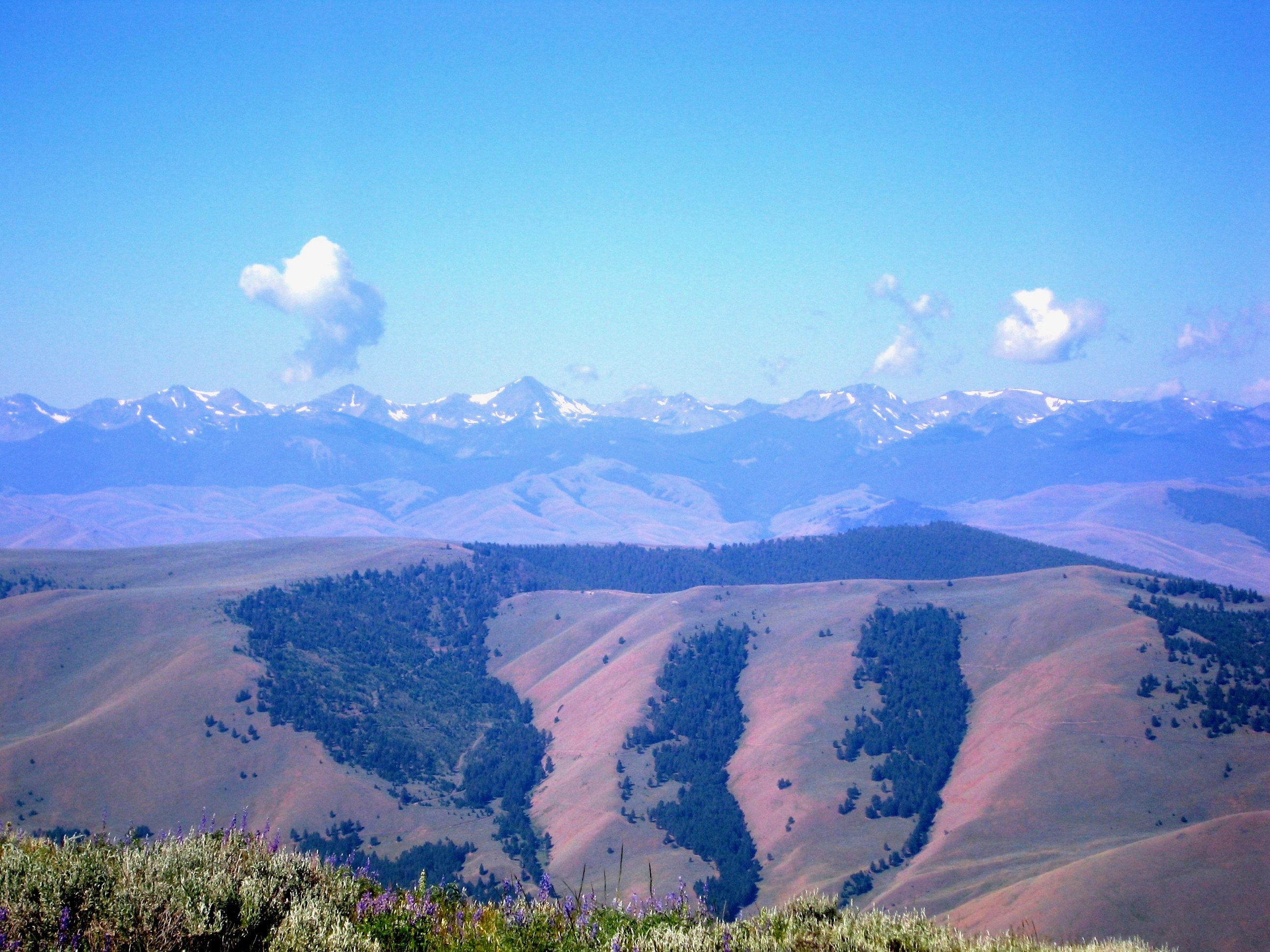
Lemhi Pass sur le Continental Divide Trail.